# Puente de Ruiz Huidobro
El Puente de Ruiz Huidobro es un puente ferroviario de la Ciudad de Buenos Aires, Argentina.
El puente está construido enteramente en acero y es por donde las vías del Ferrocarril General Bartolomé Mitre cruzan la Avenida Ruiz Huidobro en el barrio de Saavedra.

## Ubicación del puente
El puente se encuentra exactamente en la esquina de Ruiz Huidobro y las calles Plaza, de un lado del mismo, y la calle Olof Palme (antes llamada Plaza Oeste) en el otro lado. A unos 300 metros de la Estación Saavedra del tren.

## Historia
Unos metros antes del puente existen 2 carteles indicadores informando que la altura del cruce es de 1,8 m., siendo la altura real de 2,2 m. aproximadamente. El error en la medición del puente se debe a que dicha altura era la que poseía el puente original que cruzaba el Arroyo Medrano (que corre actualmente entubado bajo parte de la Avenida Ruiz Huidobro). Actualmente la altura indicada por los carteles es la que el puente poseía antes de que el arroyo se entubara y se construyera luego la Avenida Ruiz Huidobro encima. 
Algunos viejos vecinos de Saavedra aseguran que algunas góndolas pasaban por debajo del puente original antes del entubamiento del arroyo.

## Accidentes ocurridos al cruzar el puente
A pesar de la existencia de carteles indicadores de la altura, debido sobre todo a lo bajo que es el puente, han ocurrido varios accidentes con pequeños camiones y camionetas que han chocado contra el mismo.[cita requerida]
El accidente más grave producido en este puente fue el protagonizado por una camioneta perteneciente a una empresa de recolección de residuos de la Ciudad de Buenos Aires (una empresa ya desaparecida llamada Manliba). Dicho vehículo llevaba un acoplado en el que se encontraban 2 personas sentadas encima que murieron al chocar la camioneta contra el puente.[cita requerida]

## Aparición en la televisión
Este puente fue utilizado para filmar parte de un capítulo de la serie "Amigos son los amigos" (serie argentina televisada durante los años 1990 a 1992). En una toma se filmó un choque de una camioneta contra el puente de Ruiz Huidobro, luego del choque se caía el acoplado de la antigua camioneta al suelo destrozado por el impacto.